# رجینالد پوتس
رجینالد پوتس (انگلیسی: Reginald Potts; ۳ ژانویهٔ ۱۸۹۲ – ۱ ژانویهٔ ۱۹۶۸) ژیمناست هنری اهل بریتانیا بود.